# Conclave de 1342
Le conclave de 1342 se déroule au palais des papes d'Avignon, du 5 au 7 mai 1342, à la suite de la mort de Benoît XII. Ce conclave aboutit à l'élection du cardinal Pierre Roger qui prend le nom pontifical de Clément VI.

## Le vote
Le conclave s'est déroulé en deux jours seulement, désignant le chancelier de France, Pierre Roger, comme nouveau pape. Le nouveau pontife, qui prit le nom de Clément VI, fut couronné le 19 mai par Raymond Guillaume des Farges, protodiacre de Sainte-Marie-la-Neuve, en l’Église des Dominicains à Avignon.
Ayant appris la mort de Benoît XII, le roi de France Philippe VI envoya son fils aîné Jean II de France à Avignon avec pour mission de soutenir la candidature du Cardinal Roger, mais lorsqu'il arriva, l'élection avait déjà eu lieu et son issue était conforme à la volonté royale.

## Les cardinaux
Sur les 20 cardinaux vivants à cette époque, 17 prirent part au vote. Les trois absents étaient le grand pénitencier, Gaucelme de Jean, Bertrand de Montfavez et Giacomo Stefaneschi.
| Électeur                          | Titre du cardinal                    | Date de l'ordination | Ordonné par | Notes                          |
| --------------------------------- | ------------------------------------ | -------------------- | ----------- | ------------------------------ |
| Pierre Desprès                    | Évêque de Palestrina                 | 20 décembre 1320     | Jean XXII   | Doyen du Collège des cardinaux |
| Bertrand du Pouget                | Évêque d'Ostie                       | 17 décembre 1316     | Jean XXII   | (cardinal neveu de Jean XXII)  |
| Jean-Raymond de Comminges         |                                      | 18 décembre 1327     | Jean XXII   |                                |
| Annibaldo di Ceccano              |                                      | 18 décembre 1327     | Jean XXII   |                                |
| Pedro Gómez de Barroso            | Évêque de Sabine                     | 18 décembre 1327     | Jean XXII   |                                |
| Imbert du Puy                     |                                      | 18 décembre 1327     | Jean XXII   | Protopretre et camerlingue     |
| Hélie de Talleyrand-Périgord      |                                      | 25 mai 1331          | Jean XXII   |                                |
| Pierre Bertrand                   |                                      | 20 décembre 1331     | Jean XXII   |                                |
| Gozzio Battaglia                  |                                      | 18 décembre 1338     | Benoît XII  |                                |
| Bertrand de Deaux                 |                                      | 18 décembre 1338     | Benoît XII  |                                |
| Pierre Roger, O.S.B.              |                                      | 18 décembre 1338     | Benoît XII  |                                |
| Guillaume de Court Novel, O.Cist. |                                      | 18 décembre 1338     | Benoît XII  |                                |
| Bernard d'Albi                    |                                      | 18 décembre 1338     | Benoît XII  |                                |
| Guillaume d'Aure, O.S.B.          |                                      | janvier 1339         | Benoît XII  |                                |
| Raymond Guillaume des Farges      |                                      | 19 décembre 1310     | Clément V   | Protodiacre du Sacré Collège   |
| Gaillard de la Motte              |                                      | 17 décembre 1316     | Jean XXII   |                                |
| Giovanni Colonna                  | Cardinal de Sant'Angelo in Pescheria | 18 décembre 1327     | Jean XXII   |                                |

## Sources et références
1. ↑  G. Mollat, p. 37"